# Авл Вицирий Марциал
Авл Вицирий Марциал (лат. Aulus Vicirius Martialis) — римский государственный деятель начала II века.
Марциал происходил из Италии. Его братом, возможно, был консул-суффект 89 года Авл Вицирий Прокул, а отцом — военный трибун, носивший такое же имя. В 98 году он занимал должность консула-суффекта вместе с Луцием Мецием Постумом. В 113/114 году Вицирий был проконсулом Азии.